# 팡파레 (영화)
《팡파레》는 2020년에 개봉한 대한민국의 영화이다.

## 캐스팅
- 임화영 : 제이 역
- 박종환 : 희태 역
- 남연우 : 강태 역
- 이승원 : 쎈 역
- 박세준 : 백구 역
- 김기정 : 사장 역
- 양조아 : 여경 역
- 한명수 : 남경 역
- 박성남 : 손님 역
- 박상아 : 손님 역
- 이승주 : 손님 역
- 이승주 : 손님 역
- 김경욱 : 손님 역
- 고기혁 : 커플 역
- 이하주 : 커플 역
- 최윤주 : 셀카녀 역
- 이유아 : 셀카녀 역
- 송은정 : 셀카녀 역

## 수상
- 2021년 제8회 들꽃영화상 저예산 장르영화상